# Schönau an der Triesting
Pour les articles homonymes, voir Schönau.
Schönau an der Triesting est une commune autrichienne du district de Baden en Basse-Autriche.